# Filippo Bernardini
Filippo Bernardini (Ussita, 11 novembre 1884 – Ussita, 26 agosto 1954) è stato un arcivescovo cattolico italiano.

## Biografia
Filippo Bernardini nacque a Pieve di Ussita l'11 novembre 1884 e fu ordinato presbitero il 12 marzo 1910. Il 13 marzo 1933 papa Pio XI lo nominò arcivescovo titolare di Antiochia di Pisidia e delegato apostolico in Australia. Ricevette l'ordinazione episcopale il 21 maggio successivo per imposizione delle mani del cardinale Pietro Fumasoni Biondi, prefetto della Congregazione de Propaganda Fide, co-consacranti gli arcivescovi Giuseppe Pizzardo, segretario della Congregazione per gli affari ecclesiastici straordinari, e Carlo Salotti, segretario della Congregazione de Propaganda Fide.
Il 10 ottobre 1935 fu trasferito alla nunziatura in Svizzera. In questo ruolo, lavorò come diplomatico in un paese neutrale durante il periodo della seconda guerra mondiale e della Shoah. Michael Phayer affermò che Bernardini fu tra i molti diplomatici vaticani che agirono con onore nell'assistere gli ebrei durante l'Olocausto. Informò i vertici della Santa Sede circa i piani nazisti contro gli ebrei. Nel 1944 fu determinante nel mantenere le linee di comunicazione tra Lelio Vittorio Valobra, capo della clandestina DELASEM e organizzazione del soccorso ebraico a Zurigo, e Francesco Repetto, che si trovava ancora a Genova. Alla curia di genovese pervennero molte lettere di ebrei alla ricerca di notizie dei loro parenti e conoscenti nel nord Italia. Il flusso di denaro tra la Svizzera (dove erano attivi Valobra e Raffaele Cantoni) e la sede genovese del DELASEM rimase sempre attiva in parte grazie all'assistenza di Bernardini.
Dopo la guerra, il 12 gennaio 1953, Bernardini venne nominato segretario della Congregazione de Propaganda Fide, ma morì improvvisamente a causa di un infarto il 26 agosto dell'anno seguente durante un periodo di vacanza nella nativa Ussita all'età di 69 anni. Fu sepolto nel cimitero comunale.

## Genealogia episcopale e successione apostolica
La genealogia episcopale è:
- Cardinale Scipione Rebiba
- Cardinale Giulio Antonio Santori
- Cardinale Girolamo Bernerio, O.P.
- Arcivescovo Galeazzo Sanvitale
- Cardinale Ludovico Ludovisi
- Cardinale Luigi Caetani
- Cardinale Ulderico Carpegna
- Cardinale Paluzzo Paluzzi Altieri degli Albertoni
- Papa Benedetto XIII
- Papa Benedetto XIV
- Papa Clemente XIII
- Cardinale Marcantonio Colonna
- Cardinale Giacinto Sigismondo Gerdil, B.
- Cardinale Giulio Maria della Somaglia
- Cardinale Carlo Odescalchi, S.I.
- Cardinale Costantino Patrizi Naro
- Cardinale Serafino Vannutelli
- Cardinale Domenico Serafini, Cong.Subl. O.S.B.
- Cardinale Pietro Fumasoni Biondi
- Arcivescovo Filippo Bernardini

La successione apostolica è:
- Arcivescovo Redmond Garrett Prendiville (1933)
- Cardinale Norman Gilroy (1935)
- Vescovo Angelo Giuseppe Jelmini (1936)
- Vescovo Franziskus von Streng (1937)
- Vescovo Olivier Marcel Maradan, O.F.M.Cap. (1937)
- Vescovo Christian Caminada (1941)
- Vescovo Louis-Séverin Haller, C.R.A. (1943)
- Vescovo François Charrière (1945)
- Vescovo François-Nestor Adam, C.R.B. (1952)